# Sarcòfag de Juni Bas
El sarcòfag de Juni Anni Bas és un sarcòfag paleocristià de mitjan s. IV conservat a Roma. És el més famós del seu tipus, alhora que la gran qualitat i varietat de les seves talles en fan un interessantíssim testimoniatge dels primers segles del cristianisme.

## Característiques
Com indica la seua inscripció, pertanyia a Juni Anni Bas, prefecte de Roma, que va morir l'any 359 als quaranta-dos anys sent un neòfit.
Està tallat en un sol bloc de marbre de Carrara; fa de llarg 234 cm i d'alt 142 cm. Beckwith el data cap a l'any 340 o en la dècada de 350; Bisconti el remunta a l'any 359.
La tomba de Juni Anni Bas era al turó Vaticà, al sector nord-oest de Roma. El sarcòfag estigué a les Grutes Vaticanes, a la basílica de Sant Pere. Ara es troba exposat al Museu del Tresor de Sant Pere, al costat de la sagristia de la basílica.

## Iconografia

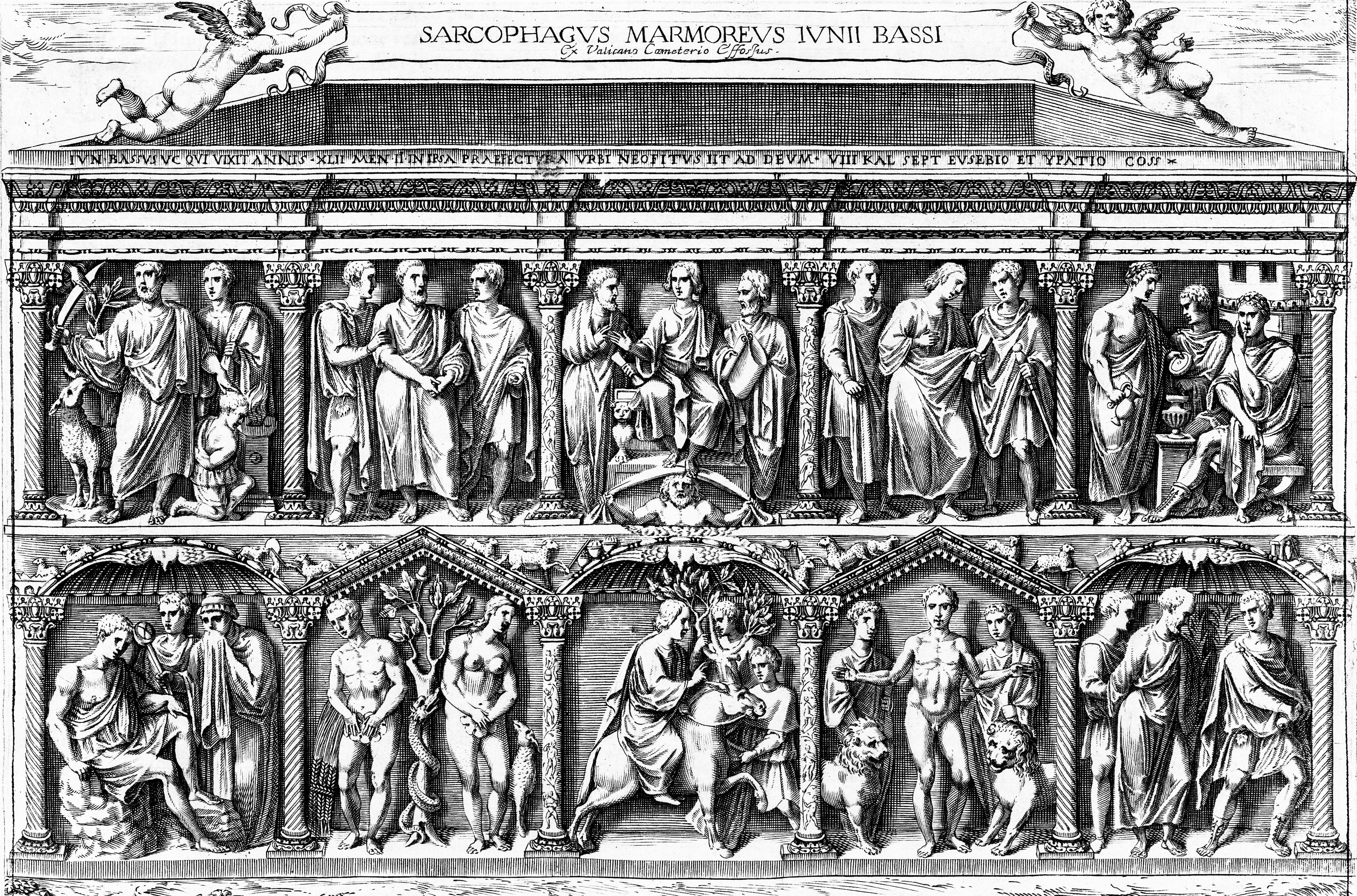
Relleu del sarcòfag de Junius Bassus

Les dècades centrals del s. IV de foren el moment de més auge dels sarcòfags romans, exemplificat en el sarcòfag dels germans, el sarcòfag dogmàtic, i aquest. El de Juni Anni Bas representa a més la síntesi de la tradició estilística «de columnes», en què les diferents escenes s'organitzen en un clar marc arquitectònic, i la «de fris» (en aquest cas, doble), que presentava variades escenes sense organització espacial clara. Així, els alts relleus de la seua part davantera es disposen en dos registres superposats precedits per sis columnes menudes cadascú, que delimiten les deu escenes.
En aquest sarcòfag apareixen temes sorgits ja abans i temes nous. En separar-se les diferents escenes amb columnes no hi ha «contaminació» entre uns temes i altres. Les figures guanyen en plasticitat i hi ha un evident sentit de l'espai.
Com a trets temàtics rellevants destaquen:
- Crist lliura o anuncia la nova Llei. Pere i Pau serien els seus pilars bàsics, per això són molt significatives les dues figures.
- L'«emperador de Roma» és una referència representativa clara. S'observa, almenys, en dues escenes: a la part superior, quan Crist se situa entre Pere i Pau, se'l representa com si fos un «rei»; a la part inferior, l'«entrada a Jerusalem» evoca les celebracions que tenien lloc a Roma quan un general o l'emperador eren rebuts triomfalment per la ciutat.

El sarcòfag conté dos registres, que les dotze petites columnes divideixen en deu escenes de l'Antic i Nou Testament:
- Registre superior (d'esquerra a dreta):
  - El sacrifici d'Isaac.[8]
  - La captura de Pere.[9]

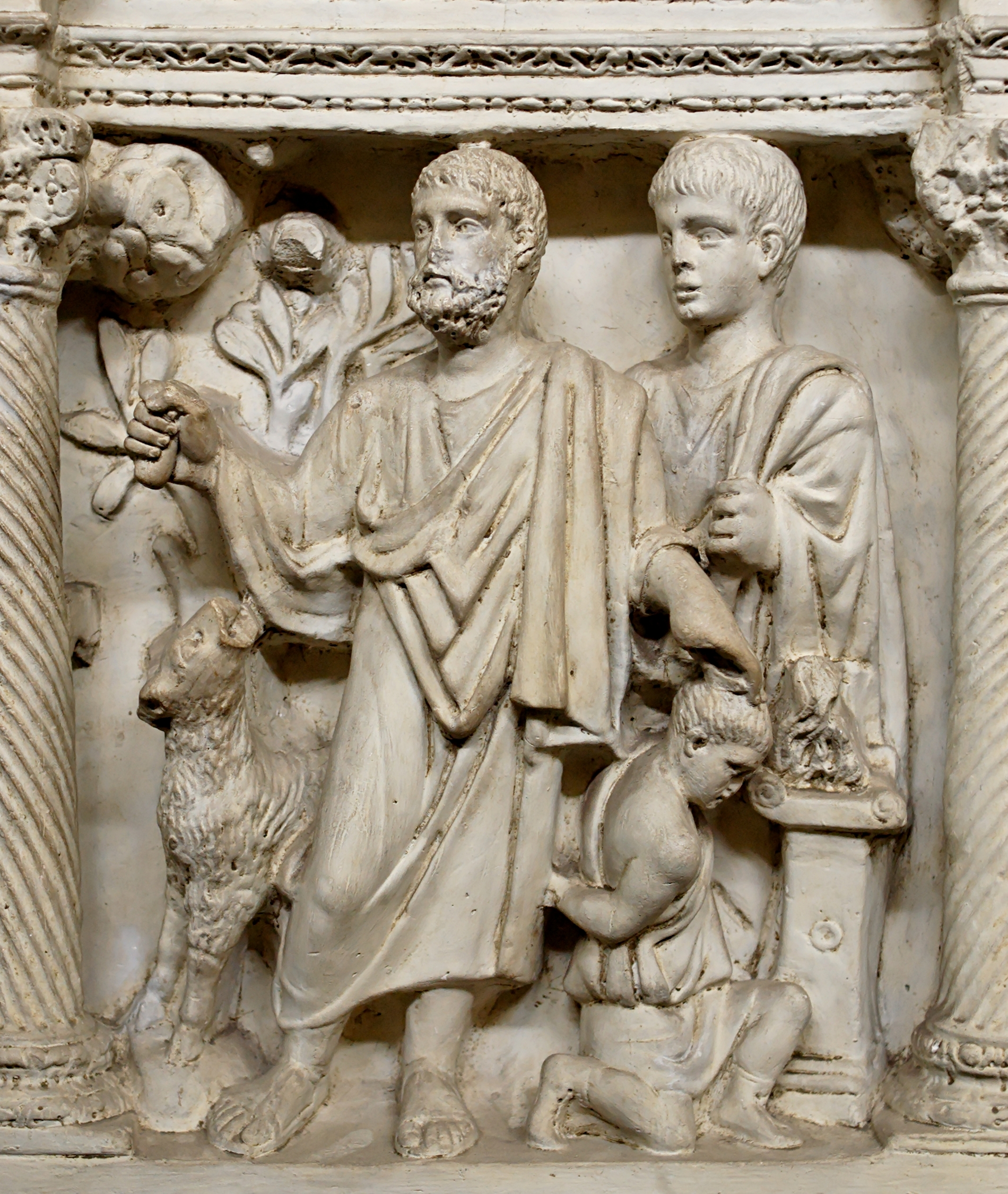
El sacrifici d'Isaac, la primera escena del registre superior

  - Escena central: Crist entronitzat entre Pere i Pau, i amb els peus recolzats a la volta celestial estesa per Caelus, la divinitat celeste romana que es considerava principal. Crist és representat jove i imberbe, lliurant les lleis a Pere (traditio legis).[1][2][10]
  - La captura de Jesús, que apareix entre dos soldats, novament jove i imberbe.
  - Ponç Pilat rentant-se les mans enfront de la seua fortalesa. Aquestes dues últimes escenes poden llegir-se en conjunt com Jesús davant Pilat.[11][12]
- Registre inferior (d'esquerra a dreta):
  - Job el leprós.[13]
  - Adam i Eva; el pecat original.
  - Escena central: l'entrada de Jesús a Jerusalem.[14]
  - Daniel al fossat dels lleons.
  - La captura de Pau.